# Тре Пенне
«Тре Пенне» (італ. Tre Penne) — сан-маринський футбольний клуб зі столиці країни, заснований 1956 року.

## Досягнення
Чемпіонат Сан-Марино:
- Чемпіон (5): 2012, 2013, 2016, 2019, 2023

Кубок Сан-Марино:
- Володар кубка (6): 1967, 1970, 1982, 1983, 2000, 2017

Суперкубок Сан-Марино:
- Володар кубка (4): 2005, 2013, 2016, 2017

## Участь у єврокубках
| Сезон   | Турнір                | Раунд                     | Клуб            | Вдома | На виїзді | Разом |
| ------- | --------------------- | ------------------------- | --------------- | ----- | --------- | ----- |
| 2010–11 | Ліга Європи УЄФА      | 2-й кваліфікаційний раунд | Зриньські       | 2–9   | 1–4       | 3–13  |
| 2011–12 | Ліга Європи УЄФА      | 1-й кваліфікаційний раунд | Рад             | 0–6   | 1–3       | 1–9   |
| 2012–13 | Ліга чемпіонів УЄФА   | 1-й кваліфікаційний раунд | Ф91 Дюделанж    | 0–4   | 0–7       | 0–11  |
| 2013–14 | Ліга чемпіонів УЄФА   | 1-й кваліфікаційний раунд | Ширак           | 1–0   | 0–3       | 1–3   |
| 2016–17 | Ліга чемпіонів УЄФА   | 1-й кваліфікаційний раунд | Нью-Сейнтс      | 0–3   | 1–2       | 1–5   |
| 2017–18 | Ліга Європи УЄФА      | 1-й кваліфікаційний раунд | Работнічкі      | 0–6   | 0–1       | 0–7   |
| 2019–20 | Ліга чемпіонів УЄФА   | Попередній раунд          | ФК Санта-Колома | 0−1   | 0−1       | 0−1   |
| 2019–20 | Ліга Європи УЄФА      | 2-й кваліфікаційний раунд | Судува          | 0–5   | 0–5       | 0–10  |
| 2020–21 | Ліга Європи УЄФА      | Попередній раунд          | Г'їлані         | 1–3   | 1–3       | 1–3   |
| 2021–22 | Ліга конференцій УЄФА | 1-й кваліфікаційний раунд | Динамо (Батумі) | 0–4   | 0–3       | 0–7   |
| 2022–23 | Ліга конференцій УЄФА | 1-й кваліфікаційний раунд | Тузла Сіті      | 0–2   | 0–6       | 0–8   |
| 2023–24 | Ліга чемпіонів УЄФА   | Попередній раунд          |                 |       |           |       |